# シンハラ人

県別のシンハラ人のパーセンテージ（1981年または2001年の国勢調査より）

シンハラ人（シンハラじん、シンハラ語: සිංහල ජාතිය; Sinhala Jathiya、英語: Sinhalese）は、スリランカの民族。シンハリ人とも呼ばれる。先住民のドラヴィダ人とインド・アーリア人が混合した民族である。

## 詳細
スリランカの総人口のうち約7割を占める民族集団で、大半は仏教徒（上座部仏教）であるが、一部にはキリスト教徒もいる。シンハラとはシンハラ語で「ライオン（獅子）の子孫」の意味である。
年代記の『ディーパワンサ』（島史、4－5世紀）、『マハーワンサ』（大史、6世紀初頭）に記されている建国神話によれば、初代の王のウィジャヤ (Vijaya)は北インドからランカー島（スリー・ランカー）にやってきて王位についたが、両親は人間とライオンの間に生まれたとされるシーハバーフとシーハシーウァリーであったので、シーハ（シンハ）の子孫と呼ばれることになったという。この神話を生み出す根底には、百獣の王たるライオンを人間の王を表す隠喩とする思考と、古代インドに広く見られたライオンを始祖とする神話的出自によって王権の権威を誇示するという主張が重なっていると見られる。なお、紀元410年から411年にアヌラーダプラに滞在した法顕の記録である『仏国記』には、「師子国」として登場する。シンハラという名称は時代と共に意味内容を変え、王朝→王国→王国民→民族へと変化してきたという見解もある（Gunawardana,R.A.L.H."The People of the Lion",In Ethnicity and Social Change in Sri Lanka.Colombo:Karunaratna & Sons.1984)。
18世紀以降の比較言語学の展開の中で、シンハラ語はインド・ヨーロッパ語族に属するという学説が展開し、イギリス植民地支配下（1796－1948）で仏教復興運動が起こり、北インド出自と仏教を基本的要素とするシンハラ人の民族意識が高まった。いわゆるシンハラ仏教ナショナリズムの登場であり、アナガーリカ・ダルマパーラ（1864－1933）の仏教改革運動とも相俟って、広く民衆の間に広がった。この結果、ドラヴィダ系の言語に属するとされるタミル人との差異化が拡大されることになった。
これが独立後に1956年のソロモン・バンダラナイケ政権の主張に取り込まれ、シンハラ語を公用語とする「シンハラ・オンリー」政策が引き金になって、シンハラ人と少数派タミル人の対立を引き起こす動因となった。民族間の紛争は仏教とヒンドゥー教という宗教の対立に結び付けられ、古代以来、シンハラとタミルの長い歴史上の対立が続いてきたという解釈さえ生まれた。
何度かの民族紛争を経て、1983年にその対立は激化して内戦状態となり、外部からの干渉や内部対立で泥沼化して、2009年5月まで続いた。元々シンハラと呼ばれる人々は南インド起源の人々も含む多様なものであったが、近代の学問の言説、植民地状況、ナショナリズムの展開、政治経済の変動などの要因によって、国民国家の中の「国民」となることで、「民族」として再編成され、固定化されることになった。
また歴史的な経緯から、内陸部に住むウダラタ（高地）シンハラとパハタラタ（低地）シンハラに分かれており、言語・習慣・慣習法の違いがある。社会構成は、クラヤと呼ばれる世襲的な階層が基本にあり、インドのカーストと類似するが、上位のゴイガマが半数を占め、規制もインドほど強くはないという特徴がある。

### オンライン
- この記事にはパブリックドメインである、米国議会図書館各国研究が作成した次の文書本文を含む。Library of Congress Country Studies. - Sri Lanka
- The Genetic Heritage of the Earliest Settlers Persists Both in Indian Tribal and Caste Populations, Am. J. Hum. Genet. 72:313–332, 2003.
- Most of the extant mtDNA boundaries in South and Southwest Asia were likely shaped during the initial settlement of Eurasia by anatomically modern humans, Biomedical Central, BMC Genetics 2004, 5:26
- Department of Census and Statistics-Sri Lanka
- Ethnologue-Sinhala, a language of Sri Lanka
- CIA Factbook-Sri Lanka
- Genetic Clues to Dispersal in Human Populations: Retracing the Past from the Present (2 MARCH 2001 VOL 291 SCIENCE).